# Saint-Symphorien-sous-Chomérac
Saint-Symphorien-sous-Chomérac é uma comuna francesa na região administrativa de Auvérnia-Ródano-Alpes, no departamento de Ardèche. Estende-se por uma área de 7,86 km². Em 2010 a comuna tinha 791 habitantes (densidade: 100,6 hab./km²).